# Drepanosiphinae

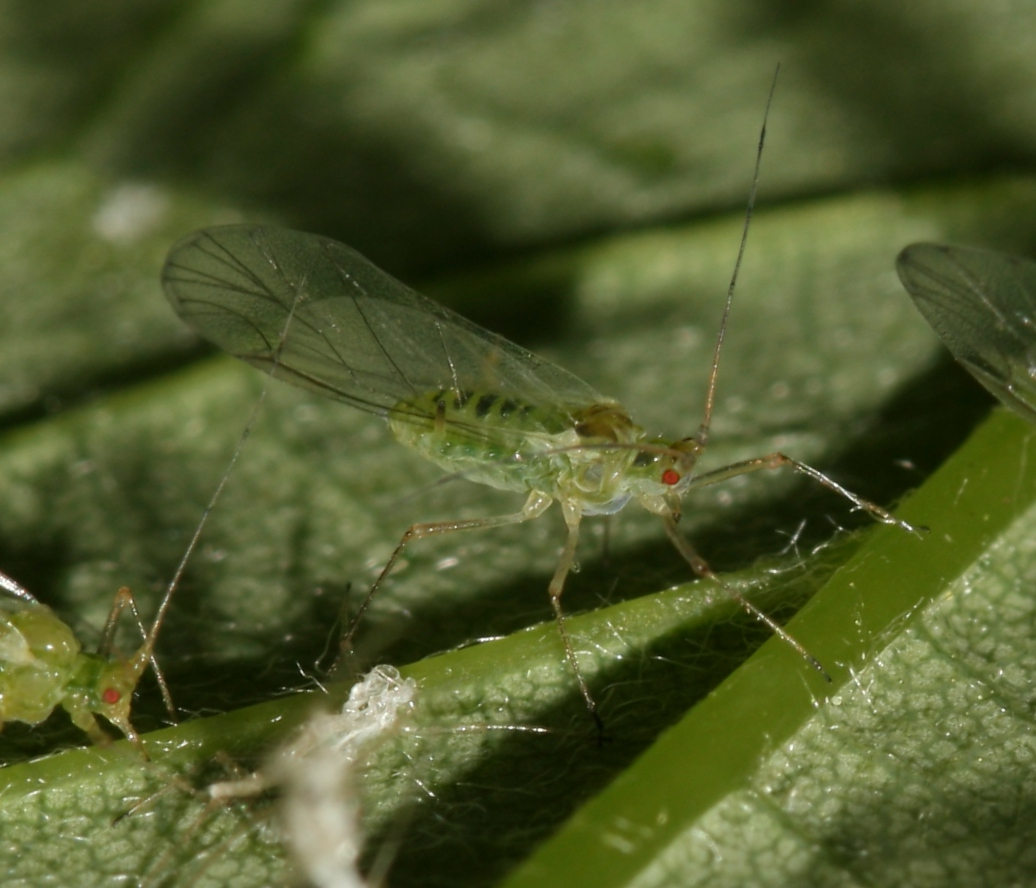
Drepanosiphum platanoidis

Los drepanosifinos son homópteros pequeños,  una subfamilia de Aphididae, llamada Drepanosiphinae. Algunos la consideran una familia separada (Drepanosiphidae). Hay  13 génerosa, 8 de los cuales están extintos; hay más de 60 especies descritas.
Son difíciles de caracterizar debido a sus variaciones morfológicas. Los sifúnculos o cornículos, un par de estructuras cónicas o tubulares con poros en sus extremos, situados posteriormente en la parte dorsal del abdomen, son muy variables, pero la mayoría frecuentemente son cortos y cónicos. Presentan antenas características, generalmente de 5 o 6 segmentos, de los cuales los 2 basales son muy cortos y el último tiene un proceso terminal de longitud variable.
El extremo del abdomen de los adultos de los drepanosifinos presenta una "cola" o cauda visible, la cual frecuentemente tiene una constricción marcada que separa una base corta de una prominencia en el extremo, y cuando la cauda es de este tipo la lámina subanal frecuentemente está dividida por una fisura en dos lóbulos.
Los tarsos generalmente tienen 2 segmentos, con el segundo mucho más largo que el primero y con un par de uñas apicales. Las alas anteriores cuando están presentes son siempre mucho más largas que las posteriores y presentan una vena en forma de banda engrosada a lo largo del margen anterior terminando en un estigma frecuentemente pigmentado. El ala posterior tiene venas oblicuas.
En Costa Rica las únicas especies reportadas son: Sipha flava, sobre gramíneas (incluyendo arroz), cuyas hembras no aladas tienen pelos largos en forma de espina y antenas de 5 segmentos, Neophyllaphis araucariae, que vive en araucarias, tiene pelos muy cortos, un proceso antenal terminal muy corto y una protuberancia alargada en la cauda; hay dos especies probablemente aún no descritas de los géneros Mexicallis y Toltecallis que viven en robles (Quercus spp).
Los drepanosirfinos generalmente son muy activos. Frecuentemente son especies que viven en árboles. En climas templados tienen ciclos complejos con una generación sexual por año, generalmente en otoño, y una serie de generaciones partenogenéticas de solo hembras, durante la primavera y el verano. En el trópico, la parte sexual del ciclo de vida no ocurre y todas las poblaciones de drepanosífidos consisten de hembras partenogenéticas, que dan a luz juveniles que son todos hembras. La producción de machos normalmente es inhibida por temperaturas altas, pero algunas hembras ocasionalmente pueden producir machos en los trópicos, si la temperatura baja lo suficiente. Por ejemplo a elevaciones altas. Sin embargo, esto no significa que la reproducción sexual pueda ocurrir, ya que podría además requerir de la producción de hembras especializadas productoras de huevos. Las hembras partenogenéticas son de 2 clases (fases), aladas y no aladas sin embargo en muchas especies de Drepanosiphidae todas las hembras partenogenéticas son aladas. Cuando en una especie existen los dos tipos, las hembras aladas tienden a ser producidas más tarde en el desarrollo de una colonia, con el fin de dispersarse y formar nuevas colonias en plantas hospederas frescas. Las hembras no aladas están adaptadas en forma y en función para una multiplicación rápida. Por lo tanto la cutícula de su tórax así como la del abdomen generalmente es membranosa y extensible, de tal forma que la mayor parte de la cavidad interna del cuerpo se hincha con numerosos embriones en desarrollo.